# Gran Premi dels Estats Units del 1962
Resultats del Gran Premi dels Estats Units de Fórmula 1 de la temporada 1962, disputat al circuit de Watkins Glen el 7 d'octubre del 1962.

## Resultats de la cursa
| Pos | No | Pilot                   | Equip            | Voltes | Temps/ Retir.            | Pos. de sort. | Punts |
| --- | -- | ----------------------- | ---------------- | ------ | ------------------------ | ------------- | ----- |
| 1   | 8  | Jim Clark               | Lotus - Climax   | 100    | 2h 07' 13. 0             | 1             | 9     |
| 2   | 4  | Graham Hill             | BRM              | 100    | + 9.2 s                  | 3             | 6     |
| 3   | 21 | Bruce McLaren           | Cooper - Climax  | 99     | + 1 Volta                | 6             | 4     |
| 4   | 17 | Jack Brabham            | Brabham - Climax | 99     | + 1 Volta                | 5             | 3     |
| 5   | 10 | Dan Gurney              | Porsche          | 99     | + 1 Volta                | 4             | 2     |
| 6   | 16 | Masten Gregory          | Lotus - BRM      | 99     | + 1 Volta                | 7             | 1     |
| 7   | 22 | Tony Maggs              | Cooper - Climax  | 97     | + 3 Voltes               | 10            |       |
| 8   | 15 | Innes Ireland           | Lotus - Climax   | 96     | + 4 Voltes               | 16            |       |
| 9   | 14 | Roger Penske            | Lotus - Climax   | 96     | + 4 Voltes               | 13            |       |
| 10  | 26 | Rob Schroeder           | Lotus - Climax   | 93     | + 7 Voltes               | 17            |       |
| 11  | 24 | Hap Sharp               | Cooper - Climax  | 91     | + 9 Voltes               | 15            |       |
| 12  | 9  | Trevor Taylor           | Lotus - Climax   | 85     | + 15 Voltes              | 8             |       |
| 13  | 11 | Jo Bonnier              | Porsche          | 79     | + 21 Voltes              | 9             |       |
| Ret | 5  | Richie Ginther          | BRM              | 35     | Motor                    | 2             |       |
| Ret | 6  | Maurice Trintignant     | Lotus - Climax   | 32     | Frens                    | 19            |       |
| Ret | 23 | Timmy Mayer             | Cooper - Climax  | 31     | Encesa                   | 12            |       |
| Ret | 18 | John Surtees            | Lola - Climax    | 19     | Motor                    | 20            |       |
| Ret | 12 | Carel Godin de Beaufort | Porsche          | 9      | Accident                 | 14            |       |
| NVS | 19 | Roy Salvadori           | Lola - Climax    |        | Cotxe emprat per Surtees |               |       |
| NVS | 25 | Jim Hall                | Lotus - Climax   |        | Motor en proves          |               |       |

## Altres
- Pole: Jim Clark 1' 15. 80

- Volta ràpida: Jim Clark 1' 15. 00 (a la volta 70)